# Práxis (ortodoxia oriental)
Práxis é empregado usualmente em relação a conhecimento ou destreza, distintivamente de conhecimento teórico. O termo é usado na teologia ortodoxa para se referir a prática da fé, especialmente à askesis e a vida litúrgica. Práxis é a chave para a compreensão da Igreja Ortodoxa, porque ela é a base da fé e obras, e a compreensão de não separação das duas. "Teologia sem ação (práxis) é a teologia de demônios." - Máximo, o Confessor.